# Echinocythereis planibasalis
Echinocythereis planibasalis är en kräftdjursart som först beskrevs av Ulrich och Bassler 1904.  Echinocythereis planibasalis ingår i släktet Echinocythereis och familjen Trachyleberididae. Inga underarter finns listade i Catalogue of Life.